# István Montvay
István Montvay (* 29. Juli 1940 in Debrecen) ist ein ungarischer theoretischer Physiker, der sich mit Gittereichtheorien beschäftigt.
Montvay studierte Physik an der Eötvös-Loránd-Universität in Budapest und war danach dort Dozent am Institut für Theoretische Physik. Ab 1975 leitete er die Abteilung Hochenergiephysik am Zentralen Forschungsinstitut für Physik der
Ungarischen Akademie der Wissenschaften. Ab 1978 war er in der Bundesrepublik Deutschland, zuerst an der Universität Bielefeld und dann an der Universität Hamburg. Ab 1985 war er Wissenschaftler am DESY in Hamburg, wo er 2005 in den Ruhestand ging. Er befasste sich unter anderem mit Supersymmetrie auf dem Gitter und der Gittersimulation dynamischer Fermionen. Montvay schrieb ein Lehrbuch über Gittereichtheorien mit Gernot Münster. Im Jahr 2018 wurde ihm die Ehrendoktorwürde des Fachbereichs Physik der Universität Münster verliehen.

## Schriften
- mit Gernot Münster: Quantum fields on a lattice, Cambridge Monographs on Mathematical Physics, Cambridge University Press 1994, ISBN 0-521-40432-0.